# Stuivekenskerke
Stuivekenskerke is een polderdorp aan de IJzer in de Belgische provincie West-Vlaanderen. Het is sinds 1977 een deelgemeente van de stad Diksmuide. Stuivekenskerke was een onafhankelijke gemeente tot einde 1970 en daarna een deelgemeente van Pervijze (tussen 1971 en 1976). Stuivekenskerke heeft een oppervlakte van 7,34 km² en telde in 2007 160 inwoners.

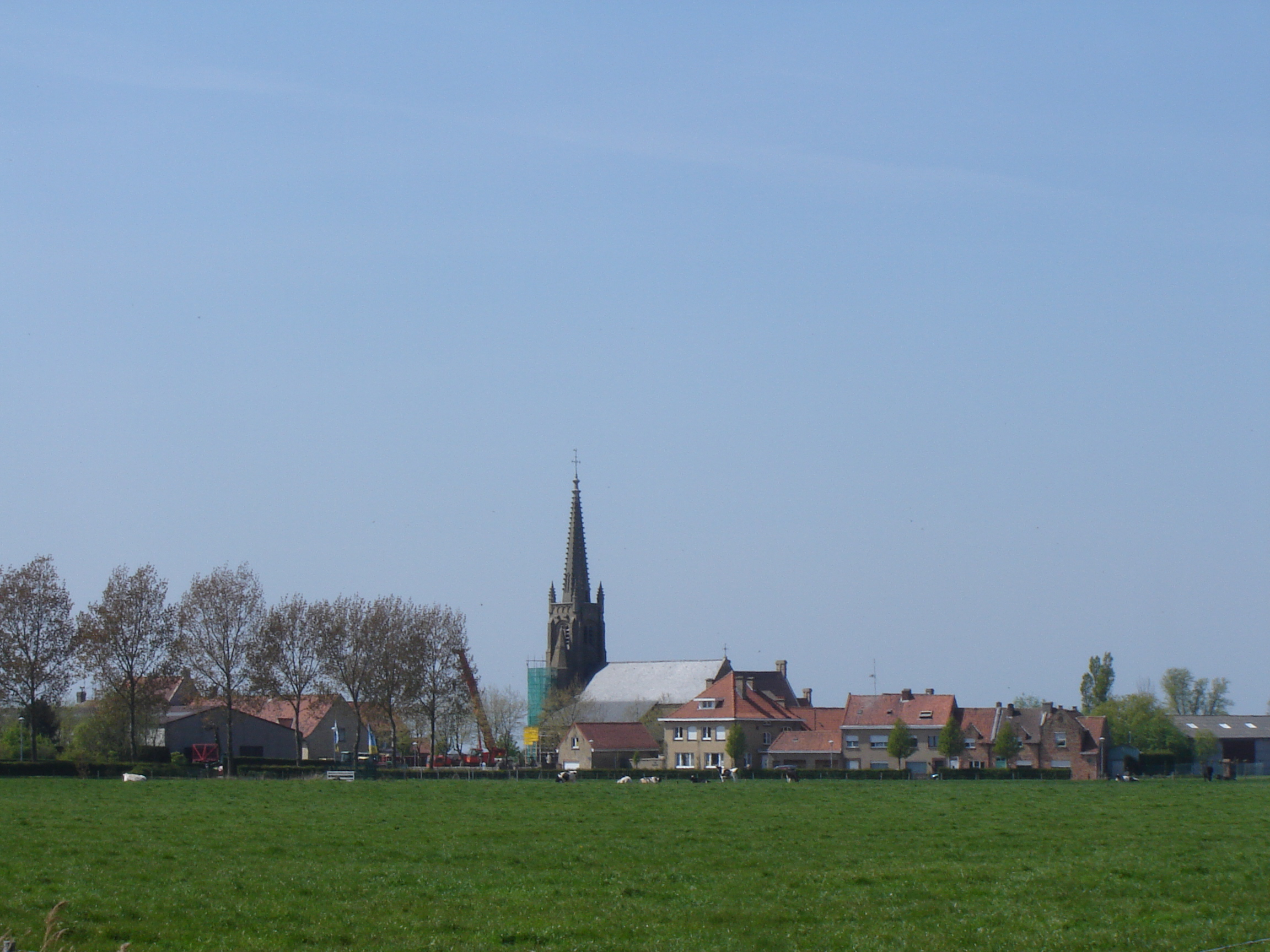
Uitzicht op Stuivekenskerke

## Geschiedenis
In de Romeinse Tijd lag het gebied in een slikke- en schorrengebied, waar al menselijke activiteit was. Na zeedoorbraken in de 4de eeuw en geleidelijke overstroming van het kustgebied verdwijnt de bewoning.
De naam van het dorp zou afkomstig zijn van het Germaanse Stuvinas kirika, wat staat voor "kerk van Stuvin". Het achtervoegsel -kerke of -kapelle dat hier en ook bij enkele andere dorpjes in de buurt in de naam voor komt, wijst er op dat het om jongere nederzettingen gaat, die pas omstreeks de 12de eeuw ontstonden toen de Middellandpolders ingedijkt werden en in cultuur werden gebracht. Hier zou het initiatief voor het oprichten van een kerkje van een zeker Stuvin of Stuve gekomen zijn, en net als bij enkele andere dorpjes werd de naam van deze lokale grootgrondbezitter aan de parochie gegeven. Een oude vermelding van de plaats dateert pas uit 1219, waar wordt vermeld: "parochia de Stuvinskerke in loco qui Vatha Dicitur" (de parochie Stuvinskerke op de plaats die Vate wordt genoemd). Het Latijnse Vatha verwijst naar een wad of ondiepe plaats door de IJzer. Tegenwoordig bestaat daar nog het gehucht Tervate. Pas later werd van Stuve of Stuvin een verkleinvorm gebruikt. Een eerste teruggevonden vermelding als Stuvekinskerke gaat pas terug tot 1468. Het dorpje lag een tweetal kilometer zuidelijker dan de huidige dorpskern.
De parochie Stuivekenskerke, ten westen van de IJzer, was ontstaan vanuit de parochie Vladslo, die ten oosten van de IJzer lag. Net als Vladslo en de andere parochies ten oosten van de rivier behoorde Stuivekenskerke tot 1559 tot het bisdom Doornik, daarna tot het bisdom Brugge. De Gentse Sint-Pietersabdij had het patronaatsrecht over deze parochies. Het dorp verschilde hierin met de naburige dorpjes, die eerst tot het bisdom Terwaan en daarna tot het bisdom Ieper behoorden.
Tijdens het ancien régime behoorde het grondgebied op bestuurlijk vlak gedeeltelijk tot de Zuidvierschaar van de kasselrij Veurne. Een ander deel viel daarbij en behoorde tot de heerlijkheid "'t Vrije van Rijsel".
In 1161 worden de norbertijnen van Vicoigne eigenaar van een schaapskooi in het gebied. Deze nederzetting zou uitgroeien tot een kloosterdomein.
In de omgeving van Tervate en het dorp werden op het eind van de 16de eeuw enkele kleine forten aangelegd door de Spanjaarden, als verdedigingslinie tegen plunderingen door hervormingsgezinden vanuit Oostende. Na de inname van de stad in 1604 verdwijnen deze kleine forten al gauw.
De kerk had in 1572 al een nieuwe toren gekregen, en in 1643 werd die ook uitgebreid met een nieuwe noordelijke zijbeuk. Niet alleen het dorpje Stuivekenskerke had een eigen kern, ook het gehuchtje Tervate had zijn identiteit. Op de Ferrariskaarten van rond 1770-1778 was dit gehucht aan een brug over de IJzer van dezelfde omvang als de eigenlijk dorpskern. Het dorp Stuivekenskerke zelf was slechts via een enkele doodlopende landweg vanuit noordelijke richting bereikbaar. In het landelijke gebied komen verscheidene verspreide hoeves voor, waarvan sommige omwald zijn. Het Clooster Vicogne heeft een dubbele omwalling en een molen, de Clooster Molen. Met het einde van het ancien régime onder Frans bewind worden de norbertijnen uit het klooster gezet en wordt dit als nationaal domein verkocht.

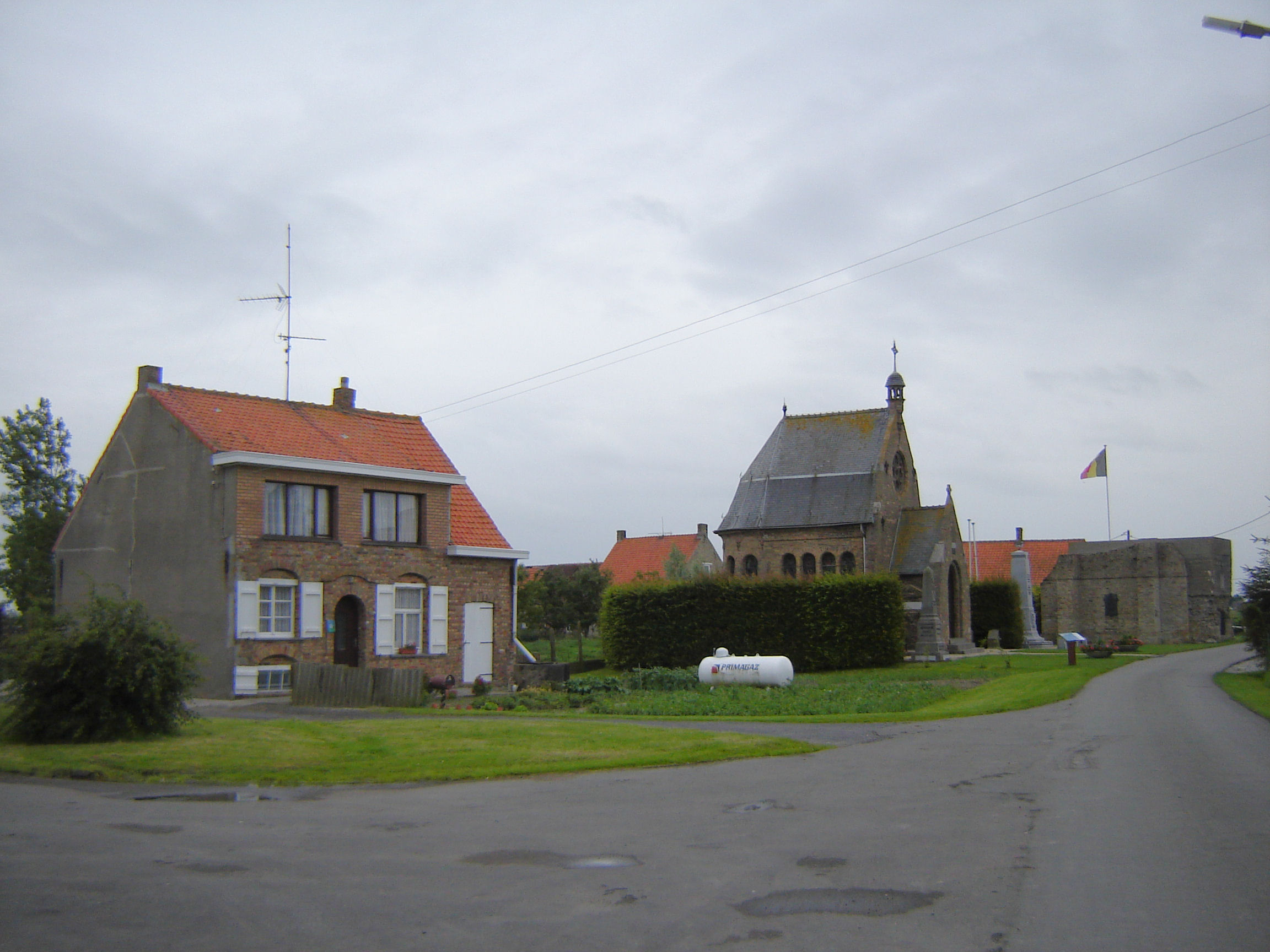
Oud-Stuivekenskerke

In 1866-1872 wil men de Sint-Pieterskerk restaureren. Omdat dit te veel werk bleek, besliste burgemeester J.B. De Grave om een nieuwe kerk te laten bouwen. De nieuwe kerk zou echter een tweetal kilometer ten noorden van de dorpskern worden gebouwd, in de nabijheid van zijn landgoed Vicogne. De jaren erna ontstaat al gauw een nieuwe dorpskern rond deze kerk, met een pleintje, een schooltje, een pastorie, een herberg en een kruidenierswinkel. De oude kerk wordt afgebroken, op de toren na. De oude dorpskern vervalt tot een klein gehuchtje, met enkele kleine woningen en een hoeve. Het krijgt de naam "Oud-Stuivekenskerke".

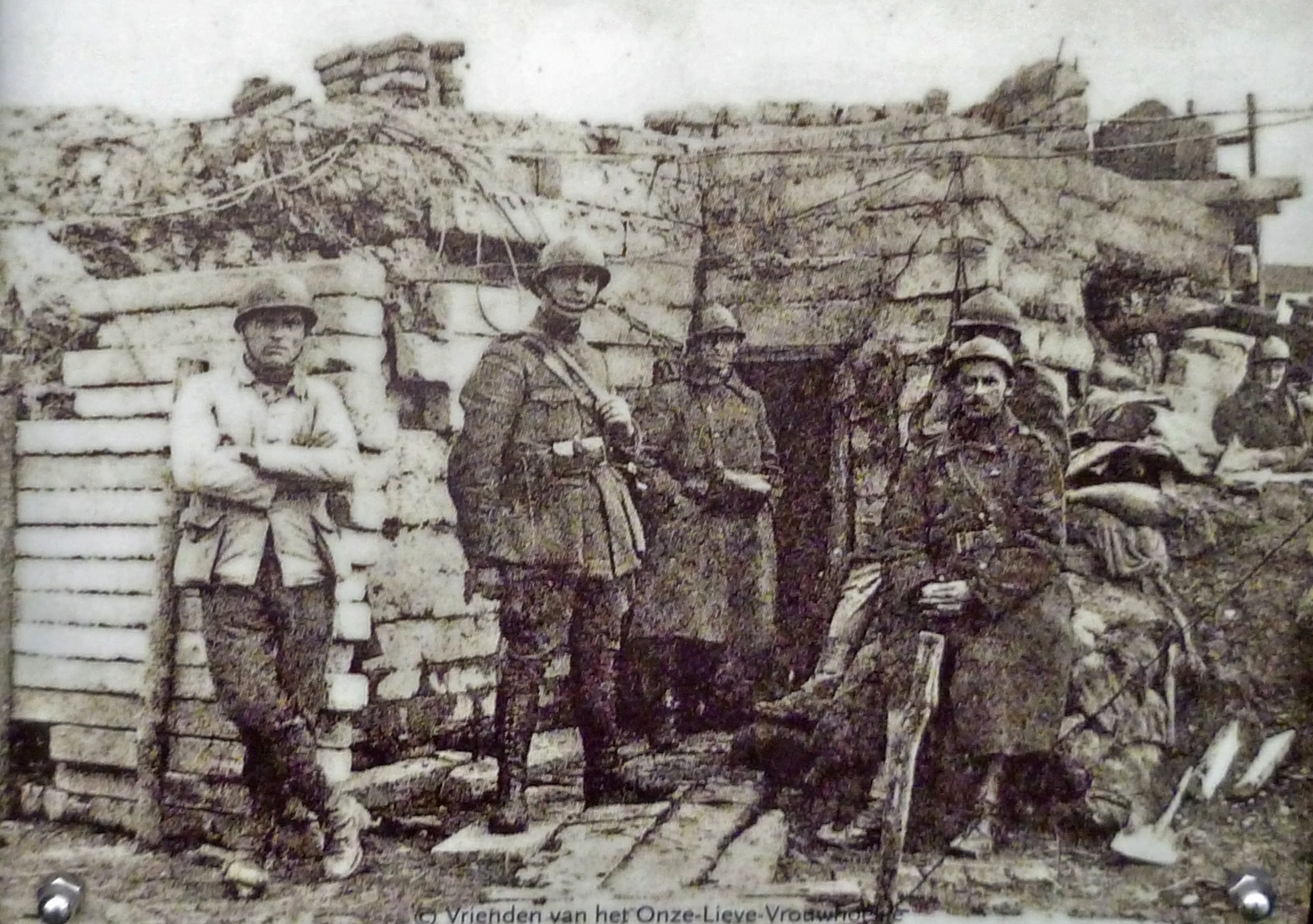
Belgische militairen bij het Onze-Lieve-Vrouwhoekje, gedurende de Eerste Wereldoorlog

Het dorp kreeg het zwaar te verduren in de Eerste Wereldoorlog. De Duitsers proberen van het westen over de IJzer de Belgische stellingen op de linkeroever in te nemen. De IJzerbocht ter hoogte van Tervate is een van de zwakke schakels. Op 19 oktober 1914 wordt de brug er opgeblazen door het Belgisch leger. Drie dagen later slagen de Duitsers er echter toch in de IJzer over te steken. Het Belgisch leger kan ze niet terugdringen, enkel tot stilstand brengen. De nacht van 22 op 23 oktober wordt door Belgische officieren de kerk van Stuivekenskerke in brand gestoken, zodat de Duitsers deze niet als observatiepost zouden kunnen gebruiken. De volgende dag dringen de Duitsers echter verder door en bezetten verschillende hoeves, waaronder ook Vicogne. De hoeve wordt echter volledig in puin geschoten. De nacht van 30 op 31 oktober wordt de IJzervlakte door de Belgen onder water gezet, waarmee een eind komt aan de Duitse opmars. De volgende vier jaar blijft het ondergelopen Stuivekenskerke verdeeld in een noordelijke deel met Duitse posten, en Oud-Stuivekenskerke met Belgische voorposten. Deze belangrijke Belgische voorpost "De Grote Wacht Zuid" werd van december 1914 tot mei 1915 bemand door de artilleriewaarnemer Edouard Lekeux, een reserveluitenant die in feite een kloosterling was. Na de oorlog werd hij weer franciscaan. Hij nam het initiatief tot de bouw van een gedenkkapel "Onze-Lieve-Vrouw der Zege".
Op 16 oktober 1918 verlaten de Duitsers het gebied.
Na enkele noodgebouwen na de oorlog, werd vanaf 1921 het dorp dat volledig vernield was heropgebouwd. De kerk, de kasteelhoeve Vicogne, de pastorie en de gemeenteschool werden heropgebouwd. Tijdens deze heropbouw kwam er een tekort aan bakstenen. De familie Floorizone richt de Nieuwpoortse steenbakkerij "Briqueteries Mécaniques de Nieuport & Extensions" op. Er wordt onder andere aan kleiontginning gedaan in Stuivekenskerke, in het gebied tussen de Viconiahoeve en de IJzer. Tot het stoppen van de steenbakkerij in 1979 wordt hier op onregelmatige basis klei ontgonnen. Deze Viconia Kleiputten werden in 1981 als natuurreservaat beschermd.

## Bezienswaardigheden
- Sint-Pieterskerk in neogotiek

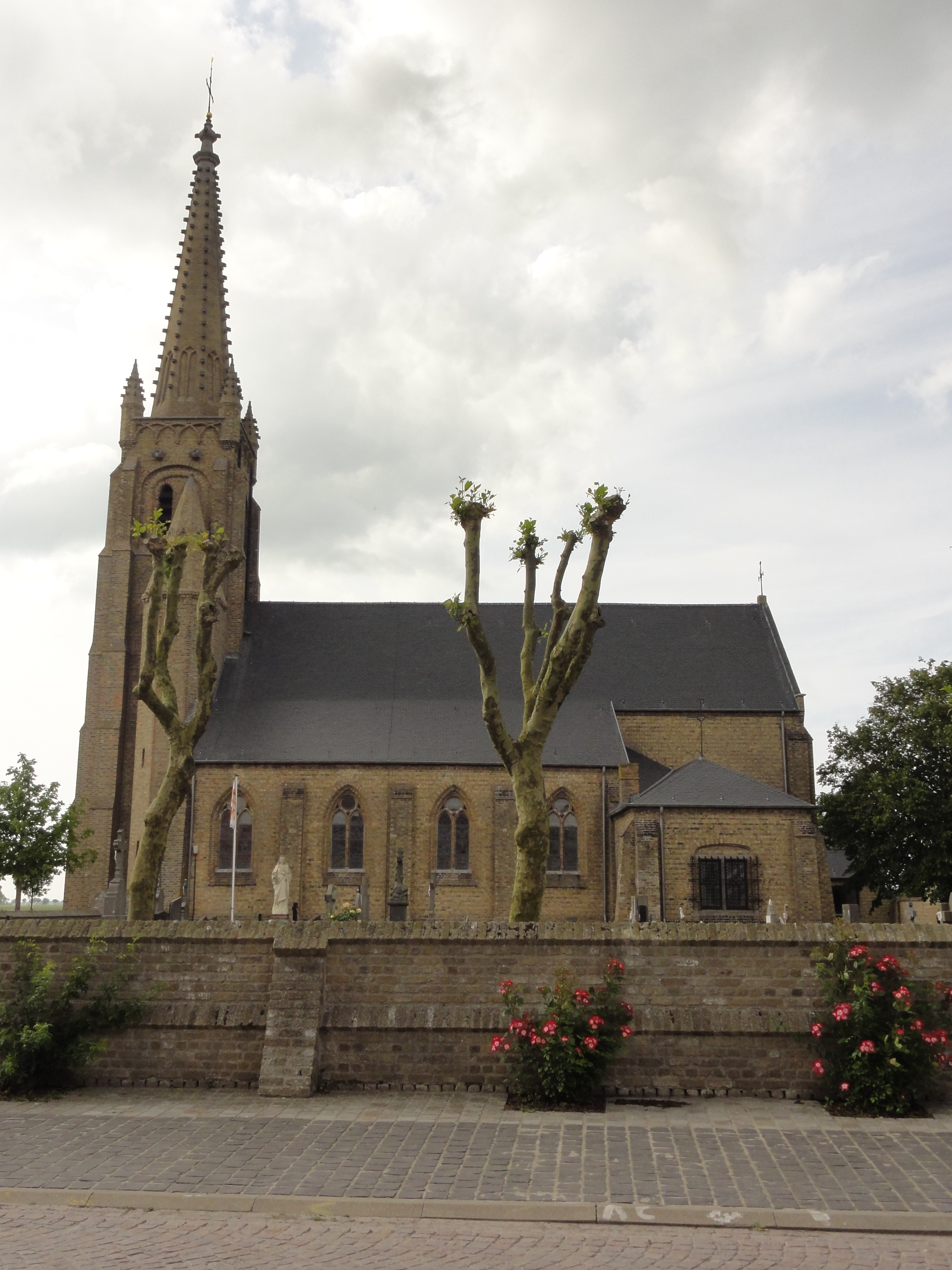
Sint-Petruskerk

- Viconia Kasteelhoeve, (voormalige Norbertijnenhoeve, herbouwd in 1925)
- Het Onze-Lieve-Vrouwehoekje in Oud-Stuivekenskerke, de plaats van het dorpscentrum tot voor 1870. Op de plaats staat de torenruïne van de voormalige Sint-Pieterkerk. Na afbraak van de kerk in 1870 werd de toren behouden, maar deze werd in de Eerste Wereldoorlog stukgeschoten. Er naast staat de herdenkingskapel Onze-Lieve-Vrouw der Zege. Nu bestaat de site uit de torenruïne, een demarcatiepaal met het opschrift "Hier werd de overweldiger tot staan gebracht" , gedenktekens en gedenkzuilen, een bunker met de vroegere commandopost en de gedenkkapel. Het geheel en de omgeving is als landschap sinds 1959, als dorpsgezicht sinds 1993 en als monument sinds 2002 erkend.

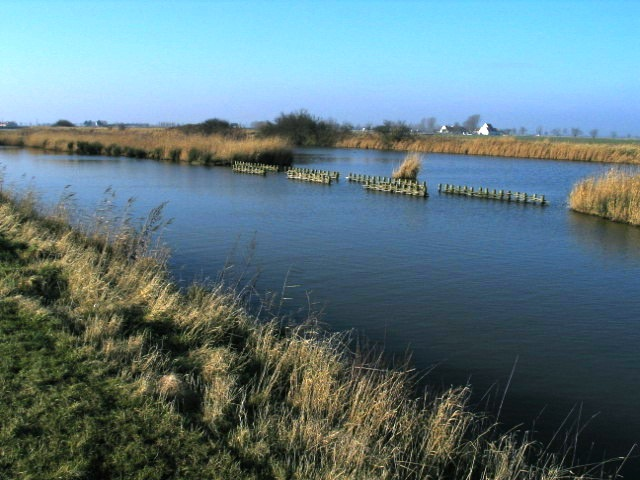
Paaiplaats in de IJzer (16 jan 2005)
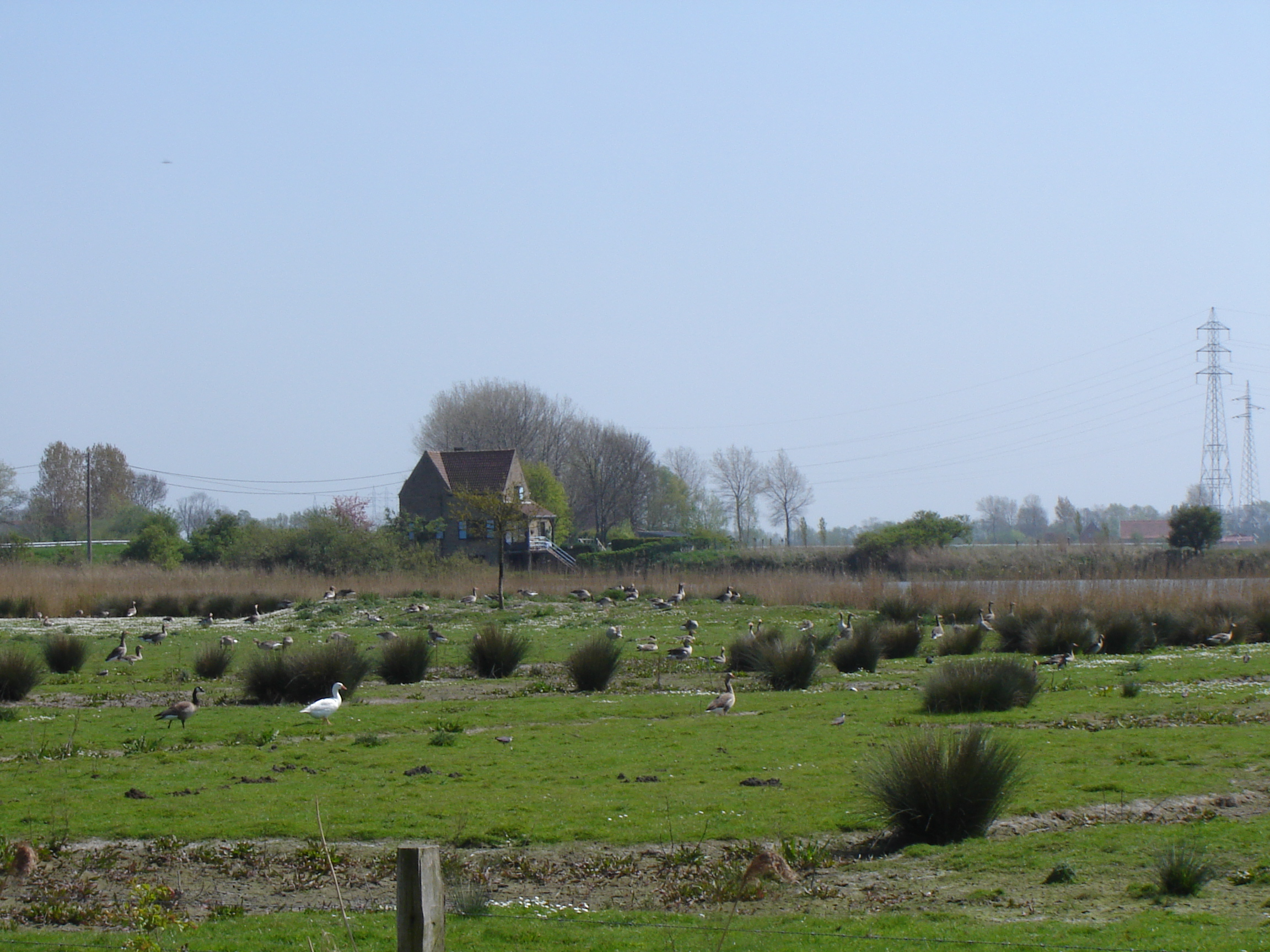
Viconia Kleiputten
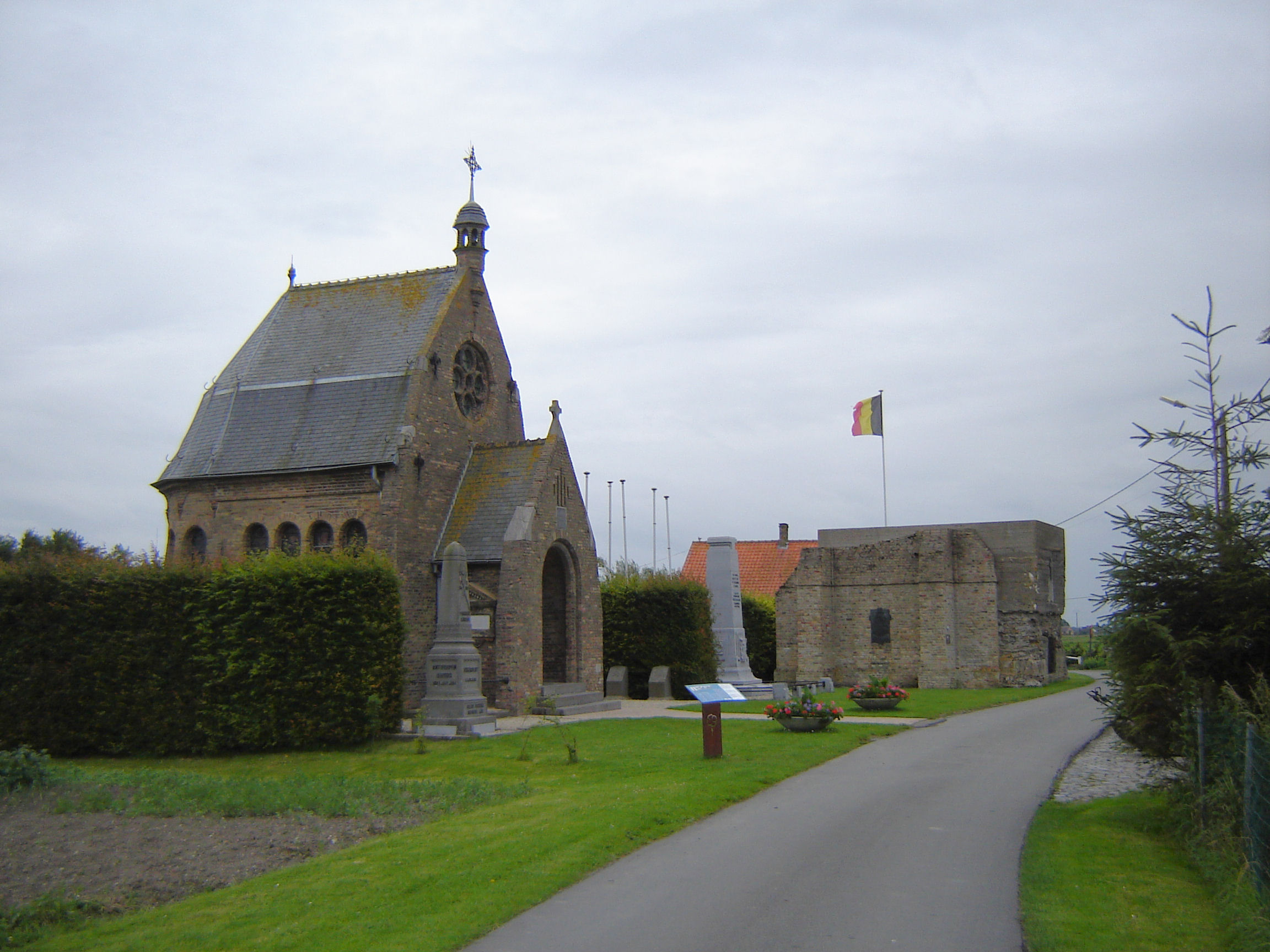
Onze-Lieve-Vrouwhoekje
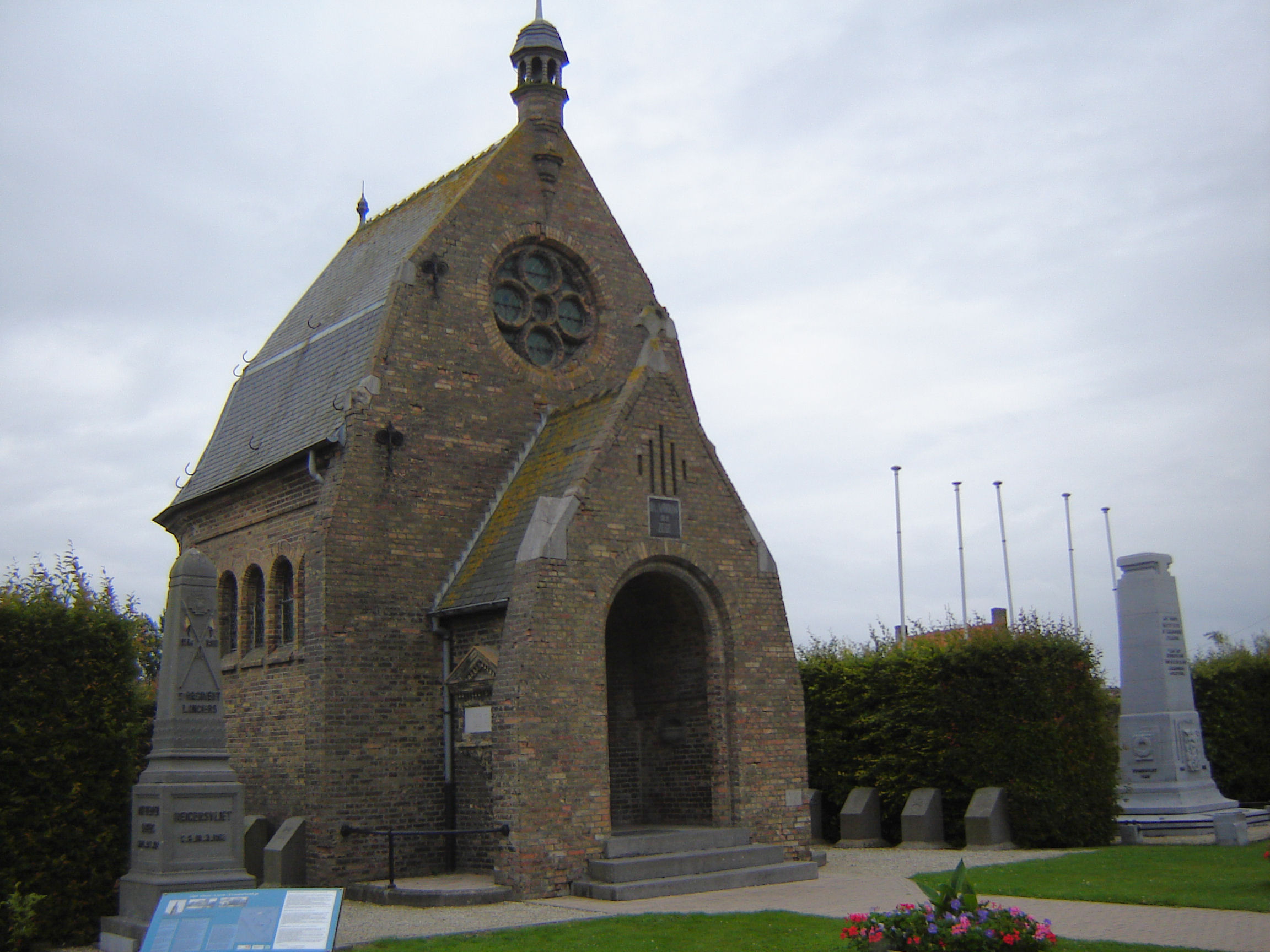
Herdenkingskapel
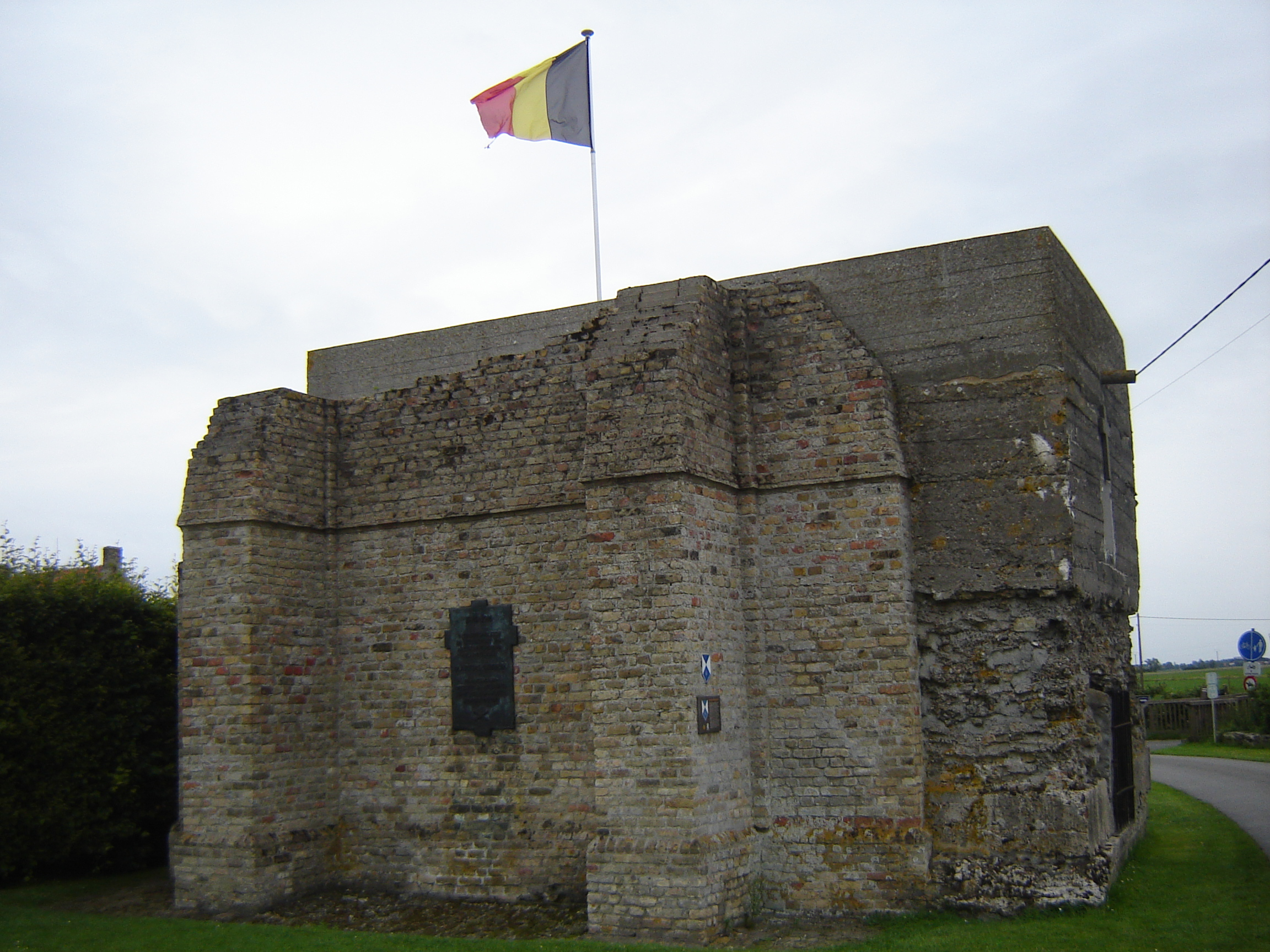
Torenruïne

## Natuur en landschap
Stuivekenskerke ligt in de Middellandpolders ten westen van de IJzer op een hoogte van ongeveer 3 meter. Oud-Stuivekenskerke ligt ook aan de Reigersvliet.
- Viconia Kleiputten (natuurreservaat van 30 ha, ontstaan na de ontginning van klei die gebruikt werd om bakstenen te maken in de steenbakkerijen te Nieuwpoort)
- De IJzer, waarvan de oevers zijn rechtgetrokken en verstevigd als bescherming tegen de golfslag, vertoont nog weinig ondiepe plaatsen waardoor de natuurlijke paaiplaatsen voor vissen zijn verdwenen. In Stuivekenskerke werd in de oever een kunstmatige paaiplaats aangelegd, afgeschermd door gevlochten wilgenmatten. Vissen kunnen hierdoor in de paaiplaats komen maar worden niet meer verstoord door boten. Waterplanten zorgen voor beschutting en voedsel. De vissen worden aangetrokken door de geur van de planten en de hogere temperatuur van het water in de plas. Vissen schuilen hier ook in periodes van grote stroming in de IJzer. Veel voorkomende soorten zijn snoek, paling, brasem, kolblei, giebel, karper, riviergrondel, blauwbandgrondel, blankvoorn, rietvoorn, baars, snoekbaars, bot.

De IJzervallei zorgt voor de aanwezigheid van watervogels zoals de Grote Zilverreiger.

## Demografische evolutie
Landbouw en veeteelt zijn de voornaamste middelen van bestaan. Daardoor neemt het inwonersaantal sterk af.
Bronnen: NIS, www.westhoek.be en Stad Diksmuide - Opm:1806 t/m 1991=volkstellingen; 2001 en 2007: inwoneraantal op 1 januari

## Politiek
Stuivekenskerke had een eigen gemeentebestuur met burgemeester tot de fusie van 1970 met Pervijze. Burgemeesters waren:
- 1830-1886: Jean-Baptiste De Grave (1830-1886), liberaal provincieraadslid West-Vlaanderen 1846-1876
- 1886-1888: Desiré Armand Rodts (1848-1900)
- 1888-1891: Ivo Vanthuyne
- 1891-1893: Louis Stroom
- 1894-1906: Carolus Constandt (1842-1906)
- 1907-1926: Charles Dekeyne (1850-1933)
- 1927-1932: Cyriel Dewicke (1871-1953)
- 1933-1963: Medard Dekeyne (1887-1963)
- 1964-1970: Ernest Viaene (1897-1982)

## Religieuzen
In Stuivekenskerke waren volgende kloostergemeenschappen werkzaam:
- tot 1795: refuge van de abdij van Vicogne (Frankrijk)
- 1881-1924: congregatie van de zusters van Liefde van Heule
- 1924-1961: congregatie van de zusters van de H. Vincentius van Emelgem
- 1962-1969: congregatie van de zusters van de H. Vincentius van Anzegem

## Nabijgelegen kernen
Pervijze, Kaaskerke